# Electro Swingers
 Der er for få eller ingen kildehenvisninger i denne artikel, hvilket er et problem. Du kan hjælpe ved at angive troværdige kilder til de påstande, som fremføres i artiklen.

Electro Swingers er en pigtrådsgruppe dannet i København i 1960 med følgende medlemmer:
- Ebbe Møllgård (lead-g),
- Bjarne Andersen (rhythm-g),
- John Skårup (el-b, tp),
- Verner Visholt (lead-vo, org),
- Flemming Møller (dm).

Oprindeligt et Cliff Richard & The Shadows inspireret orkester, men tog hurtigt de nye engelske Liverpool-strømninger på repertoiret. Såvel Møllgård som Skårup var tidligere musikere, og Electro Swingers var i starten blandt de musikalsk dygtigste danske rockorkestre, bl.a. eksperimenterede gruppen tidligt med ekkomaskiner og lydfiltre. Grundstammen Møllgård, B. Andersen, Skårup og Visholt udgjorde Electro Swingers – med skiftende trommeslagere, bl.a.
Gerd »Bjuti« Madsen og Irving Waldorf. I 1965 erstattedes Visholt af Bent Lyman (lead-vo), og Electro Swingers lagde musikken om til en mere soulpræget stil. Indspillede i foråret 1967 (1,2), hvor Birger Jensen (dm) medvirkede. I slutningen af 1967 erstattedes Lyman af Benny Rasmussen (lead-vo, org.).
Electro Swingers spillede som et af de første rockorkestre i Nyhavn og spillede i de tidlige år regelmæssigt på bl.a. Skipperkroen, Nyhavn 41 og Cap Horn. Var i 1966 husorkester i Jomfruburet.
I 1970 reorganiseredes orkestret med følgende medlemmer:
- E. Møllgård,
- B. Andersen,
- Per Bernhard Hansen (nu Per Bernhard Brohammer) (el-b),
- Ole Carlsen (dm),
- Bjarne Abel (lead-vo, perc.).

Med denne besætning spillede gruppen ofte i Valhalla, Place Pigalle, samt spar 2 på Bakken. Krudthuset og Dancetten i Tivoli, samt i det store musikmekka Le Carrousel hvor Electro Swingers faktisk senere var husorkester i natklubben Blue Heaven i mere end et år.
Indspillede en dansktop inspireret plade med denne besætning 'Min lille gård' og 'Bimbimmelim', dog uden at bandet var et dansktop orkester, men fortsat var et hårdtspillende band med rødderne solidt plantet i guitarrockens tressermusik.
Electro Swingers lagde stilmæssigt om til country rock i 1976, men ophørte med at spille offentligt kort efter for en tid.
Efter en pause fra sidste halvdel af 70´erne til starten af 80érne blev bandet gendannet med følgende besætning:
- Ebbe Møllgård,
- Bjarne Abel,
- Per Bernhard Hansen, (nu Per Bernhard Brohammer)
- René Brohammer Hansen (el-g),
- Finn Karstrup (drums).

Med René Brohammer Hansens indtræden i Electro Swingers (tidligere grupper Griff, Hiber og Håndtryk) blev stilen mere hårdtslående og rocket, inspireret fra gruppen Håndtryk, hvor René Brohammer Hansen og Per Bernhard Hansen netop havde spillet sammen. Electro Swingers spillede nu ikke udelukkende tresserrock, men også numre med 80ér stil med flere egne kompositioner skrevet af Per Bernhard Hansen (f. 1955), som var en af bandets tre brødre (bror til René Brohammer Hansen (f. 1956) og Bjarne Abel (f. 1947).
Besætningen spillede 3-4 år, inden endnu en pause indfandt sig i 1987. De tre brødre Per, René og Bjarne dannede umiddelbart her efter trioen Brødrene Bros Brothers med samme repertoire som Electro Swingers, og trioen havde flere jobs i det halve år den eksisterede.
Electro Swingers startede op igen et par år senere i 1990 med samme besætning som forrige dog med ny trommeslager Mogens Frederiksen.
Her blev udelukkende spillet ren 60érmusik, og bandet havde med denne besætning sin musikalsk bedste periode med mange jobs og god pressedækning. Bandet kørte på revivalstilen hvor alle optrådte i ens jakker med den gamle kapelmester som dirrigenten som førte taktstokken.
Det sidste år frem mod opløsningen i 1994 prøvede bandet at uden held at genfinde formen med skiftende trommeslagere, og det lukkede definitivt ned igen i 1994 efter 34 år på musikscenerne i primært Københavnsområdet.
Sangeren Claus Dahlstrøm Andersen, Ebbe Møllgård og Per Bernhard Brohammer samledes lejlighedsvis i 2014 og indspillede under navnet Electro Swingers en række numre. Indspilningerne lå i skuffen indtil den 27. januar 2021, hvor albummet "2014" blev udgivet på diverse streamingtjenester under bandnavnet Electro Swingers DK.
Brødrene Per Bernhard og Bjarne Abel fortsatte efter opløsningen i 1994 i Pink Cadillac Arkiveret 30. april 2008 hos  Wayback Machine  som efter et par år blev til en duo bestående af de to brødre.
Pink Cadillac havde mange jobs på kroer, spillesteder samt til private arrangementer. og stoppede som duo i 2007. 
Den tredje bror René Brohammer Hansen stoppede i bandsammenhæng, da Electro Swingers stoppede i 1994.
Per Bernhard Brohammer har siden 2015 været, og er stadig i dag (2023), forsanger i københavnerbandet Stop1Halv, og dels er han aktiv privat, hvor han indspiller og udsender egne kompositioner i mindre udgivelser. Stop1Halv udgav to album i 2022 og opnåede de maximale 15 uger på Dansktoppen på Danmarks Radio P5 med nummeret "Hvem Skød Louie", hvilket rakte til en 7. plads på Dansktoppens top 30 for hele året 2022.
Stifteren af Electro Swingers Ebbe Mølgaard Petersen sov stille ind den 26. januar 2023.[kilde mangler]